# Тринаести ратник
Тринаести ратник (енгл. The 13th Warrior) је амерички историјско-акциони филм из 1999. године, заснован на роману Eaters of the Dead који је написао Мајкл Крајтон. Филм је режирао Џон Мактирнан, док главну улогу игра Антонио Бандерас. Роман и филм су инспирисани епом о Беовулфу и стварним догађајима које је забележио Ахмед ибн Фадлан.
Буџет филма је процењен на између 85−160 милиона долара, а зарада широм света је износила нешто више од 61 милион долара, што Тринаестог ратника чини највећим неуспехом на биоскопским благајнама 1999. године.

## Радња
Ахмед ибн Фадлан, багдадски дворски песник, избачен је са калифовог двора због сумње у прељубу и послат као амбасадор на север у Волшку Бугарску. Караван којим Ахмед путује нападају номади и, након јурњаве, притиснут је уз реку. Неочекивано појављивање трговачког брода Нормана спасава све од сигурне смрти. Ахмед и очев пријатељ Мелхиседек одлазе до брода и убрзо се појављују пред краљем Булвифом. Живећи неко време међу Норманима, Ахмед пажљиво проучава њихове варварске обичаје и религију.
До Буливифа стижу вести о потреби да се помогне једном од скандинавских краљева, Хротгару, пошто су његове земље преплављене чудовиштима која се не могу назвати именом. Након што су се обратили пророчишту, Викинзи сазнају да у поход треба да крене 13 ратника (колико месеци имају у години), али у исто време тринаести ратник треба да буде странац, што Ахмед постаје.
У почетку песник не разуме језик варварских Викинга, али, посматрајући их и пажљиво слушајући, почиње да га учи. После тога, Ахмед се навикава на заједницу, учи се вештини ратовања, као и стратегији опстанка. Када 13 ратника стигну до одређеног насеља морем, сазнају да замак остарелог краља Хротгара нападају мистериозни „Вендали“ − ждерачи мртвих. Ратници покупе рањеног дечака који је дотрчао у насеље, који је живео на имању у шуми. Стигавши тамо, ратници проналазе обезглављене лешеве и фигурицу предачке мајке исклесану од камена − „мајке Вендала“. Ахмед је чува и, како се касније испостави, не узалуд. Схвативши да се Вендалима сада не може ући у траг, сви се враћају назад у замак. Прве ноћи ратници издржавају напад унутар замка, али губици које су претрпели, као и чињеница да нису затекли ни једног убијеног непријатеља, приморавају их да подигну утврђење.
Друге ноћи, доласком „ватреног црва“, за кога се испоставило да је колона јахача са бакљама, Ахмед сазнаје да су пред њим само људи који себе сматрају медведима. Користећи ово откриће, ратници одлучују да прате Вендале до њихове јазбине и нападну. Хротгарова жена води Буливифа до пророчице (он води Ахмеда са собом), која, гледајући фигурицу коју је Ахмед спасао, каже да ће Вендали престати да нападају када им мајка и вођа буду убијени. Проређени након две ноћне борбе, викиншки одред прати траг и креће до јазбине Вендала, која се налази у планинској пећини. Продирући унутра, Буливиф улази у двобој са мајком Вендала и убија је, али сам задобија рану од њене канџе, која је била отрована. Ратници излазе из јазбине кроз подводну рупу, док губе једног од својих другова.
Схватајући да ће Вендали осветити смрт своје мајке и да ће напасти јер је њихов вођа још жив, ратници се спремају да дају последњу битку. Ослабљен од отрова, Буливиф им излази у сусрет, инспиришући остале ратнике викиншком молитвом за мртве који ће отићи у Валхалу. У кратком дуелу, Буливиф убија вођу нападача, а Вендали одлазе заувек. Међутим, отров га коначно докрајчи, а Буливиф умире. Сахрањен је уз царске почасти, а Ахмед лије сузе за њим.
Пошто су испунили своју дужност према Хротгару, ратници и Ахмед одлазе кући. Касније, враћајући се у домовину, Ахмед пише хронику својих авантура, у којој моли Алаха да благослови незнабошце јер је захваљујући њима и сам успео да „постане човек и достојан слуга Господњи“.

## Улоге
| Глумац             | Улога            |
| ------------------ | ---------------- |
| Антонио Бандерас   | Ахмед ибн Фадлан |
| Дајана Венора      | краљица Вилева   |
| Владимир Кулич     | Буливиф          |
| Денис Стурхеј      | Хергер           |
| Омар Шариф         | Мелхиседек       |
| Андерс Т. Андерсен | Виглиф           |
| Ричард Бремер      | Скелд            |
| Тони Каран         | Вит              |
| Миша Хаусерман     | Ретел            |
| Нил Мафин          | Ронет            |
| Асбјерн Рис        | Халга            |
| Клајв Расел        | Хелфден          |
| Данијел Саутерн    | Едгто            |
| Оливер Свеинал     | Халтаф           |
| Свен Волтер        | краљ Хротгар     |
| Алби Вудингтон     | Хиглак           |
| Џон Десантис       | Рагнар           |
| Ерик Авари         | вођа каравана    |
| Марија Боневи      | Олга             |
| Сузан Вилис        | мајка Вендела    |